# Lenkei Zsigmond
Lenkei Zsigmond, született Guttmann Zsigmond (Pécs, 1873. június 1. – Budapest, Erzsébetváros, 1934. február 2.) újságíró, a magyar filmsajtó egyik alapítója. Bátyjai Lenkei Lajos újságíró, lapszerkesztő és Lenkei Henrik író, költő, újságíró.

## Életútja
Guttmann Joákim (1831–1886) morvaországi származású elemi mintaiskolai tanító, lapszerkesztő és Fuchs Regina (1839–1903) fia. Gutmann családi nevét 1896-ban változtatta Lenkeire. Előbb a Pécsi Napló, Fünfkirchner Zeitung munkatársa volt, majd a Budapesti Hírlapnál dolgozott 13 éven át. Ezután 1906-ban megindította az első magyar moziszaklapot Kinematograf címmel, majd 1912-ben a Mozivilág című szaklapot. 1918 és 1928 között szerkesztette a Képes Mozivilágot, majd a Magyar Filmkurir szerkesztője volt. Részt vett a Magyar Kinematográfusok Országos Szövetségének alapításában, amelynek főtitkára lett. 1914-ben kiadta a Mozi Almanachot. Halálát koszorúér-elfajulás okozta.

## Fontosabb művei
- Ez Amerika (útikönyv, Budapest, 1929)
- A mosolygó mozi (emlékezések, anekdoták, Budapest, 1930)